# Ковалівка (Вознесенський район)
Ковалі́вка —  село в Україні, у Єланецькій селищній громаді Вознесенського району Миколаївської області. Населення становить 144 осіб. До 2020 року орган місцевого самоврядування — Возсіятська сільська рада.

## Населення

### Мова
Розподіл населення за рідною мовою за даними :
| Мова       | Кількість | Відсоток |
| ---------- | --------- | -------- |
| українська | 119       | 82.64%   |
| вірменська | 13        | 9.03%    |
| румунська  | 7         | 4.86%    |
| російська  | 2         | 1.39%    |
| білоруська | 2         | 1.39%    |
| польська   | 1         | 0.69%    |
| Усього     | 144       | 100%     |